# Saint-Laurent-en-Brionnais
Saint-Laurent-en-Brionnais è un comune francese di 394 abitanti situato nel dipartimento della Saona e Loira nella regione della Borgogna-Franca Contea.

## Società

### Evoluzione demografica
Abitanti censiti